# Chester Conklin
Chester Cooper Conklin (Oskaloosa, Iowa, 11 de janeiro de 1886 - Van Nuys, 11 de outubro de 1971) foi um ator e comediante norte-americano. Ele apareceu em mais de 280 filmes, metade dos quais durante o cinema mudo.

## Origens
Nascido em Oskaloosa, Iowa, Conklin foi um dos três filhos que foram criados em um ambiente violento. Quando ele tinha oito anos, sua mãe foi encontrada carbonizada no jardim da família. Embora a princípio houvesse a suspeita de suicídio, seu pai — homem devotamente religioso, que esperava que seu filho se tornasse pastor — foi acusado de assassinato, mas acabou absolvido pelo júri.
Conklin recebeu seu primeiro prêmio quando participou de um recital em um festival comunitário. Poucos anos depois, ele fugiu de casa após prometer a um amigo que jamais retornaria, uma promessa que se cumpriu. Em Des Moines ele empregou-se como porteiro de hotel, mas depois mudou-se para Omaha, Nebraska, onde seu interesse pelo teatro o levou a uma carreira na atuação cômica. Em Saint Louis, Missouri, Conklin viu uma apresentação de vaudeville com Joe Weber e Lew Fields, o que inspirou-o a criar um personagem com base em seu patrão naquela época, um homem com um sotaque carregado e um generoso bigode de leão-marinho. Com esse personagem, Conklin explodiu na cena vaudeville e passou vários anos em turnês com diversas companhias teatrais e circos.

## Carreira
Após assistir diversas comédias do cineasta Mack Sennett em Venice, durante o inverno de 1913, Conklin, então com 27 anos, procurou emprego no Keystone Studios. Foi admitido e empregado como Keystone Kop, ganhando um salário de três dólares por dia. Sennett dirigiu Conklin em seu primeiro filme, um curta cômico chamado Hubby's Job.
Em 1914, Conklin co-estrelou uma série de filmes com Mabel Normand: Mabel's Strange Predicament, Mabel's New Job, Mabel's Busy Day e Mabel at the Wheel. No mesmo ano ele apareceu em Making a Living, filme de estréia de Charlie Chaplin. Ele faria mais de uma dúzia de filmes com Chaplin e os dois se tornariam amigos pelo resto da vida. Anos mais tarde, Conklin atuaria com Chaplin em dois longas: Tempos Modernos e O Grande Ditador. Durante esse período, Chaplin sustentou Conklin, pagando-lhe um salário anual.
Ainda na Keystone, Conklin ganhou fama quando fez par com o robusto comediante Mack Swain em uma série de comédias. Com Swain no papel de "Ambrose" e Conklin com um enorme bigode interpretando "Walrus", os dois atuaram em diversos filmes, entre os quais The Battle of Ambrose and Walrus e Love, Speed and Thrills, ambos rodados em 1915. Além da série Ambrose & Walrus, os dois também atuaram em 26 filmes diferentes.
Em 1920, quando Sennett recusou-se a renovar seu contrato, Conklin assinou com a Fox Film Corporation. Em 1924, teve uma breve passagem pela MGM, antes de se estabelecer na Paramount Pictures.
Conklin fez a transição para o cinema falado, mas não conseguiu ser bem-sucedido. A nova tecnologia exigia personagens mais sofisticados, mesmo em comédias, e Conklin acabou ficando com papéis secundários ou meras pontas. Nesse período, ele apareceu em curtas dos Três Patetas, como Dutiful but Dumb (como bartender), Flat Foot Stooges (como chefe dos bombeiros) e Micro-Phonies (como um hilário pianista bêbado que sempre respondia a um pedido de música com "Conhece esta? Fui eu que fiz!") Conklin também atuou em filmes que apelavam à nostalgia da era muda, como Hollywood Cavalcade (1939) e The Perils of Pauline (1947).

## Declínio e morte
A carreira de Chester Conklin alcançou o ponto mais baixo nos anos 1950, quando ele teve que trabalhar como Papai Noel em uma loja de departamentos para conseguir pagar suas contas. Nos anos 1960, já idoso, o comediante morava no Retiro dos Artistas. Lá, ele se apaixonou por June Gunter e os dois se casaram, ambos pela quarta vez, em Las Vegas em 1965 e se estabeleceram em Van Nuys, Califórnia. No ano seguinte, Conklin atuaria em seu último filme, A Big Hand for the Little Lady, uma comédia faroeste.
Chester Conklin faleceu em 11 de outubro de 1971 em sua casa na Califórnia. Ele foi cremado e suas cinzas foram lançadas no Oceano Pacífico. Foi homenageado com uma estrela na Calçada da Fama em Hollywood.

## Ligações Externas
- Chester Conklin no IMDB
- Chester Conklin[ligação inativa] no Alrovi
- Chester Conklin no TCM Movie Database
- Chester Conklin no Find a Grave